# Fennek (vos)
De fennek of woestijnvos (Vulpes zerda of ook wel Fennecus zerda) is een vos die voorkomt in de woestijnen van Afrika en het Arabisch Schiereiland. Hoewel hij veel lijkt op de fossiele Otarocyon is hij nauwer verwant aan de grootoorvos en de leden van het geslacht Vulpes.

## Uiterlijk
De fennek is de kleinste van alle vossen, met de grootste oren van alle vossen, tot 15 cm lang. De oren worden gebruikt voor het op het gehoor lokaliseren van prooi en kunnen door hun grote oppervlak warmte helpen afstaan. Hij is 25 tot 49 cm groot en zijn staart is 20 tot 30 cm lang. De staart eindigt in een zwart puntje. Het dier weegt 1 tot 1,5 kg en kan zo'n 12 jaar oud worden. De fennek leeft in groepjes van soms wel 10 dieren. De fennek heeft een witte buik en meestal een abrikooskleurige tot geelbruine rug. Ze zijn erg schuw. Fenneks zijn hondachtigen en hijgen dus ook als ze het warm hebben.

## Jagen
Fenneks zijn nachtdieren en jagen vooral 's nachts. Ze slapen overdag in zelfgemaakte holen. Door te graven vinden ze ook veel voedsel in de grond. Fenneks graven zo snel dat het net lijkt alsof ze worden opgeslokt door het zand. Ze beschermen net als andere dieren hun nest (leger). Als de ene helft van de groep jaagt dan passen de anderen op het leger. Ze halen het meeste vocht uit hun voedsel, insecten en kleine knaagdieren, soms ook bessen. Met een beet kan hij zijn prooi doden en naar het leger brengen voor een rustige maaltijd. Ze kunnen ongeveer viermaal hun lichaamslengte springen. Hun vijanden zijn: gieren, hyena's, jakhalzen en de mens, de Arabische nomaden eten fenneks.
Menu: insecten, knaagdieren, schorpioenen, eieren, hagedissen, hazen, slangen, spinnen, vis, vogels, vruchten en zaden.

## Leefomgeving en leefgedrag
De fennek leeft in de woestijn en vooral in de Sahara (Noord-Afrika) en in de woestijnen van West-Azië. Ze paren in de periode januari-februari. De mannetjes zijn in die tijd heel agressief en proberen dan dubbel zo hard om een extra groot territorium te bemachtigen. De draagtijd is 50 dagen, de bevalling is in maart of april en er zijn 2 tot 5 jongen per keer. Voor én na de bevalling zorgt het mannetje voor voedsel. Er is ontdekt dat het mannetje en het vrouwtje lang bij elkaar blijven maar het is niet zeker of dit permanent is.

## Fenneks als huisdier
Fenneks kunnen met veel aandacht als huisdier worden gehouden. Dit was in Nederland sinds 2017 toegestaan (Bij nakweek moet men dit kunnen aantonen. Wildvangst is niet toegestaan.), maar vanaf 1 januari 2024 zijn fenneks niet meer toegestaan als huisdier en mag er niet meer mee worden gefokt. Ze staan namelijk niet meer op de huis- en hobbydierenlijst. In België staan ze niet op de positieve lijst van zoogdieren dus is het houden als huisdier ook verboden.
Ze kunnen erg tam worden en zijn dan ook vriendelijk tegen vreemden. Ze kunnen leren op een bak te gaan, maar de meeste vossen doen hun behoeftes op de vloer, bank, stoelen of aanrecht. Hun dag-nachtritme zullen ze enigszins aanpassen aan hun baasje, maar veelal zijn ze 's nachts wakker en graven ze veel. Hun dieet moet dichtbij hun natuurlijk voedsel blijven, dus laag in vetgehalte en veel vocht. Ze eten graag rauw vetarm vlees, zoals kuikens en kippenhartjes, jagen op levende insecten, zoals moriowormen en kakkerlakken. Ze zijn vatbaar voor de meeste hondenziekten en dienen daartegen ook te worden gevaccineerd. De meest voorkomende doodsoorzaken zijn het inslikken van iets wat ze in huis vonden en lever- en nierfalen. Daarom is het belangrijk om het huis, de tuin en het verblijf veilig in te richten voor een kleine fennek. Lever- en nieraandoeningen worden veroorzaakt door het voeren van katten- en hondenvoer. Zowel nat- als droogvoer is heel erg ongezond voor fenneks omdat het te veel zout en retinol (vitamine A) bevat. Vitamine A zit in vet en woestijndieren kunnen dit niet verteren. Daarom wordt het in de lever opgeslagen, totdat deze faalt. Te veel zout zorgt ervoor dat de nieren te hard moeten werken. Door dicht bij het natuurlijke dieet te blijven kan een fennek wel 14 jaar oud worden. Ze zijn erg actief en hebben veel beweging nodig. Ze graven veel en hebben dus een grote, diepe zandbak nodig. Worden ze buiten in een kennel gehouden dan moet het hek voldoende hoog zijn en ook onder de grond doorlopen om rekening te houden met hun graafneigingen. Een ontsnapte fennek is zeer moeilijk te vangen. Een binnenverblijf is beter en dient altijd boven de 20°C te zijn. Fenneks zijn sociaal en hebben veel aandacht nodig, dit kan van andere fenneks, dieren of mensen zijn.

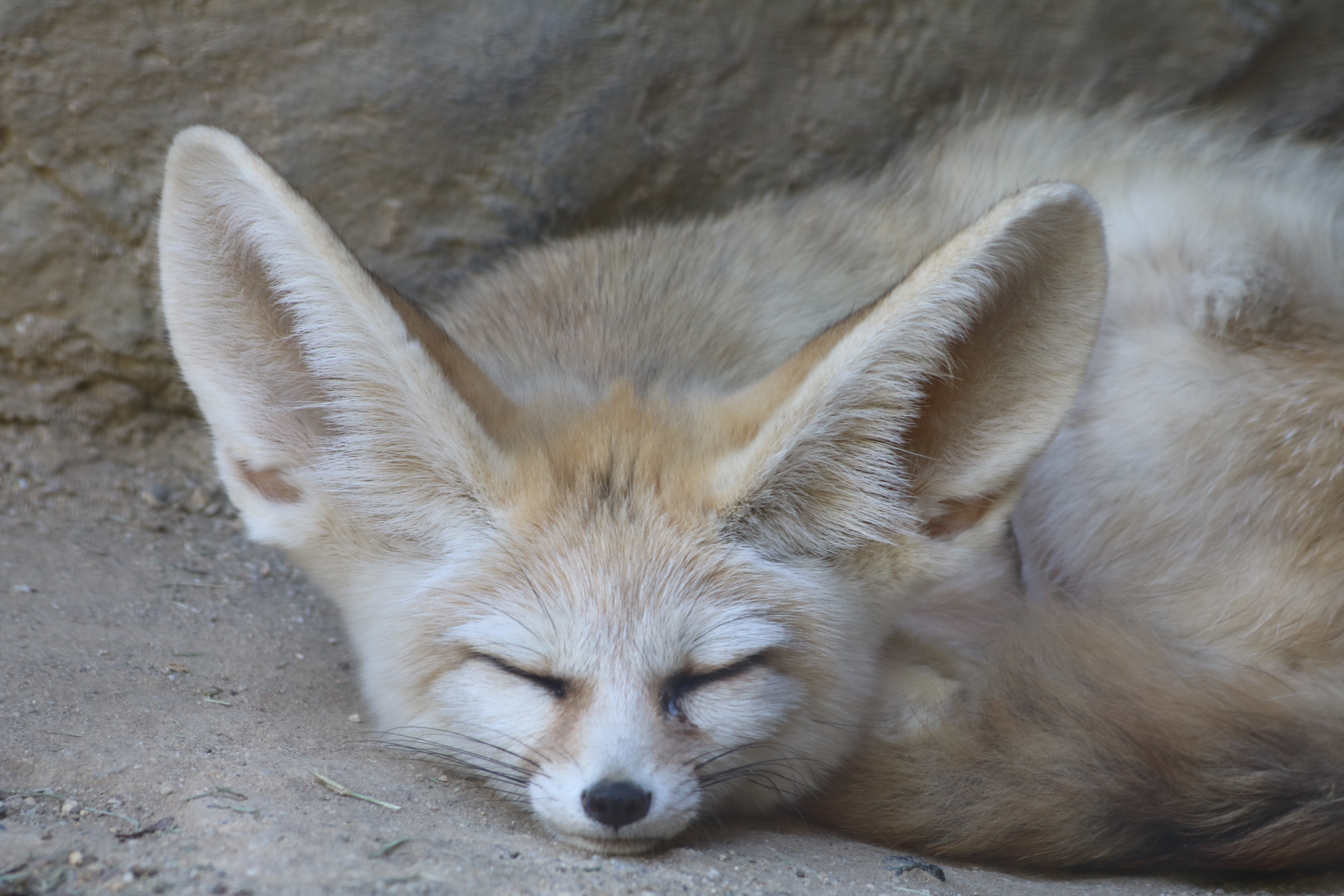
Fennek

De fennek staat op de Rode Lijst van de IUCN in de categorie LC (Least Concern of niet bedreigd).

## Trivia
- Door zijn grote oren kan de fennek een ander dier op 1,5 km afstand horen bewegen.
- De naam woestijnvos is de bijnaam van de Duitse veldmaarschalk Erwin Rommel.
- Les fennecs (Frans voor de woestijnvossen) is de bijnaam van het Algerijns voetbalelftal.[4]
- De woestijnvos is het nationale dier van Algerije.[4]
- Er bestaat ook een pantserverkenningsvoertuig met de naam Fennek. Dit voertuig doet onder meer dienst in het Nederlandse leger.